# العنف على المرأة في ماليزيا
في أوائل الثمانينات، بدأت الخطابات عن العنف على المرأة أمراً مقبولاً في الخطابات اليومية للماليزيين. بدأت النشطات المستقلات في ماليزيا العمل معاً لتنظيم حملات لمناهضة العنف على المرأة. كان هدفهن هو خلق مجتمع خالي من العنف. يمكن أن يحدث العنف الجسدي أو الجنسي ضد المرأة بأشكال متعددة مثل العنف الأسري، العنف الجنسي، والعنف النفسي. توفر الجهات الحكومية والمنظمات الأهلية في ماليزيا مثل وزارة شؤون المرأة وتنمية الأسرة والمجتمع ومنظمة مساعدة المرأة المساعدة للنساء.

## أنواع العنف

### العنف الأسري
يسمى العنف الأسري أيضاً بعنف الشريك الحميم، وهو أي سلوك يرتكبه الشريك الحالي أو السابق أو الزوج ويسبب أضرار جسدية، جنسية ونفسية. أظهرت الدراسة التي أجرها مركز بحوث تنمية المرأة بجامعة العلوم بماليزيا في عام 2014 أن هناك 9% من النساء المعاشرات في شبه جزيرة ماليزيا قد تعرضن للعنف الأسري في مرحلة ما من حياتهن. أظهرت الإحصائيات التي أجرتها منظمة مساعدة المرأة عن العنف على المرأة أن العنف الأسري قد ازداد من عام 2000 إلى 2018. حيث كان هناك 3468 حالة عنف أسري في عام 2000. بينما في عام 2018 ازداد العدد ليصل إلى 5513 حالة عنف أسري. اقترحت سوميترا فيسفاناثان المدير التنفيذي لمنظمة مساعدة المرأة أنه يجب تعزيز مبدأ ماليزيا في هذا المجال، ويجب ج اعتباره جريمة خطيرة للحد من الوفيات غير المرغوب فيها.